# バイロイター・ブレッター
『バイロイター・ブレッター』(Bayreuther Blätter) は、ワーグナーの楽劇を観るためバイロイト音楽祭へやってくる来訪者などのために、1878年に編集人のハンス・フォン・ヴォルツォーゲンが創刊した月刊のニューズレター。この雑誌は、ヴォルツォーゲンが死去した1938年まで刊行が継続された。
日本語では定訳はなく、『バイロイト新聞』、『バイロイト通信』、『バイロイト報告』などとして言及されることがある。
このニューズレターは、リヒャルト・ワーグナーが自ら執筆した記事もしばしば掲載し、ワグナー周辺の様々な人々からの寄稿もあった。中には、ワグナー自身のエッセイ「宗教と芸術 (Religion und Kunst)」（1880年10月）や「英雄精神とキリスト教 (Heldentum und Christentum)』（1881年9月）など、非常に重要なものもあった。1880年から1896年にかけて、同誌には、リハーサルや実演の舞台におけるワーグナーの技法についてのハインリッヒ・ポルゲスによる詳細な回想が連載された。
『バイロイター・ブレッター』は、ワーグナー晩年のバイロイト音楽祭や熱心なワーグナー信奉者たちの意見についての重要な情報源となっている。『バイロイター・ブレッター』への寄稿は、創刊当初からもっぱら保守的論調を帯びており、これがナチズムの「思想的温床となった」とする見解があり、その当否をめぐって議論がなされている。
批評家エドゥアルト・ハンスリックは、1882年に次のように記した。
後の世に、我々の時代のワーグナーへの熱狂の病を静謐に評価できるようになるときのために、信じられないような驚きのひとつとして、『バイロイター・ブレッター』は決して小さくない文化的、歴史的価値をもつことになろう ... 未来のドイツ文化史研究者は、この雑誌の最初の5巻分に基づいて、我々を捉えたワーグナー中毒による「振戦せん妄 (delirium tremens)」がどれほど強烈なものであったか、また、当時の「教養ある」人々の間にどのような異常な思考や感情をもたらしたかについて、真正性のある証言を得ることができる。

## 関連文献
- Thomas S. Grey, Hanslick contra Wagner, in Richard Wagner and his World, ed. Thomas Grey, Princeton, 2009 ISBN 978-0-691-14366-8